# Veratrol
Veratrol ist eine aromatische chemische Verbindung, die zur Stoffgruppe der Dimethoxybenzole bzw. der Phenolether zählt. Die süßlich riechende Flüssigkeit ist wenig löslich in Wasser (3,67 g/l bei 25 °C), aber mit allen organischen Lösemitteln gut mischbar.

## Vorkommen

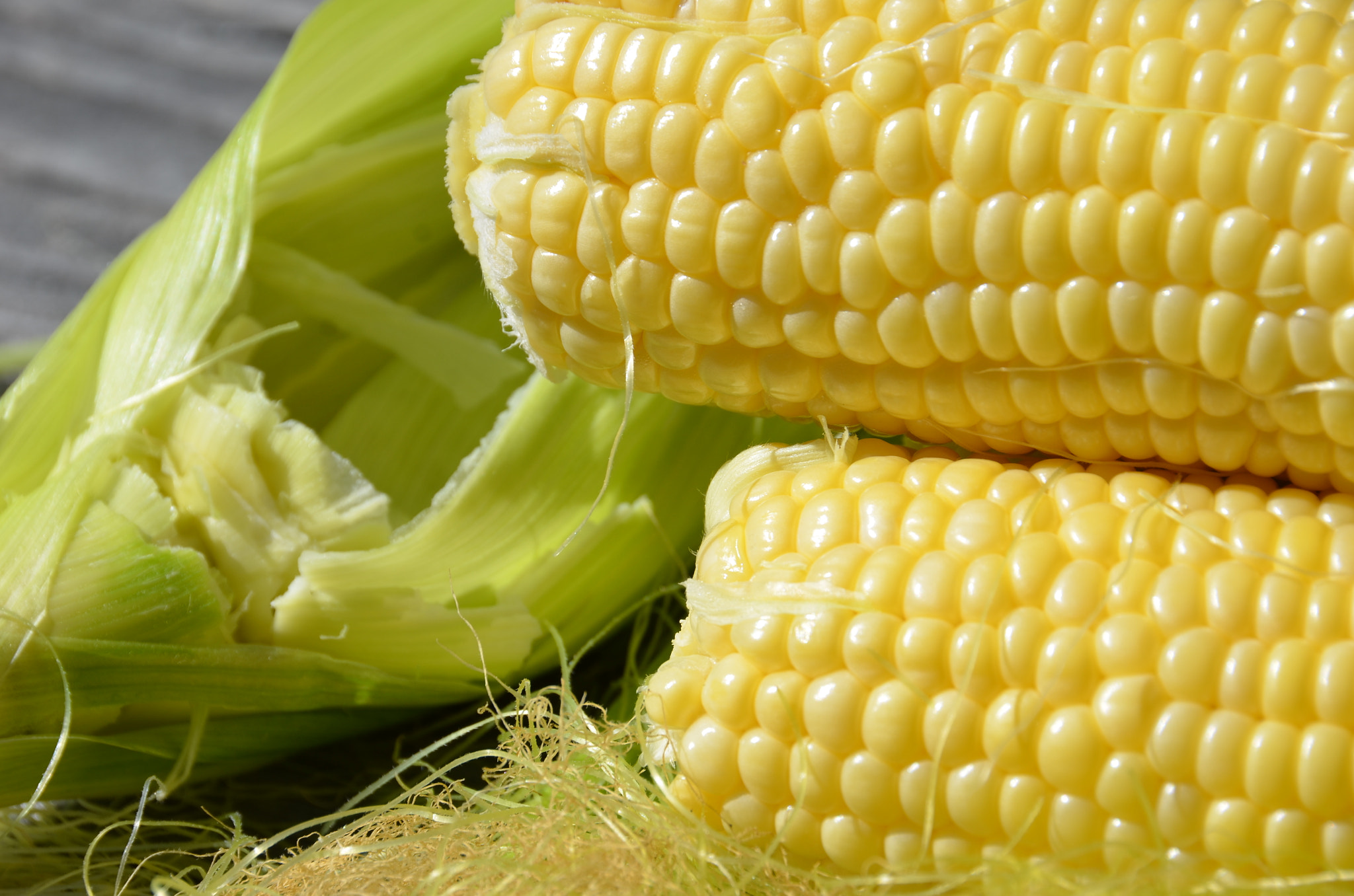
Mais enthält natürlicherweise Veratrol

Natürlich kommt Veratrol im Gemeinen Flieder (Syringa vulgaris), Tee (Camellia sinensis ), Gartenhyazinthen (Hyacinthus orientalis) und Mais (Zea mays) vor.

## Darstellung
Veratrol kann durch zweifache Methylierung von Brenzcatechin (1,2-Dihydroxybenzol) mittels Dimethylsulfat dargestellt werden.
Ansonsten entsteht es auch durch thermische Zersetzung (Decarboxylierung) von Veratrumsäure.

## Verwendung
Veratrol wird als Ausgangs- oder Zwischenprodukt zur Synthese von anderen aromatischen Verbindungen verwendet, wie zum Beispiel bei der Darstellung von 3,4-Dimethoxyacetophenon mittels Friedel-Crafts-Acylierung.
Namentlich wie auch strukturell leiten sich vom Veratrol durch Einführung eines Kohlenstoffatoms drei weitere Verbindungen ab: Veratrylalkohol, Veratrumaldehyd, Veratrumsäure. Die Darstellung von Veratrumaldehyd erfolgt mittels Vilsmeier-Formylierung.
|          | –CH2OH                             | –CHO                               | –COOH                            |
|          | Strukturformel von Veratrylalkohol | Strukturformel von Veratrumaldehyd | Strukturformel von Veratrumsäure |
| Veratrol | Veratrylalkohol                    | Veratrumaldehyd                    | Veratrumsäure                    |